# Franz von Papen als Ehrenbürger

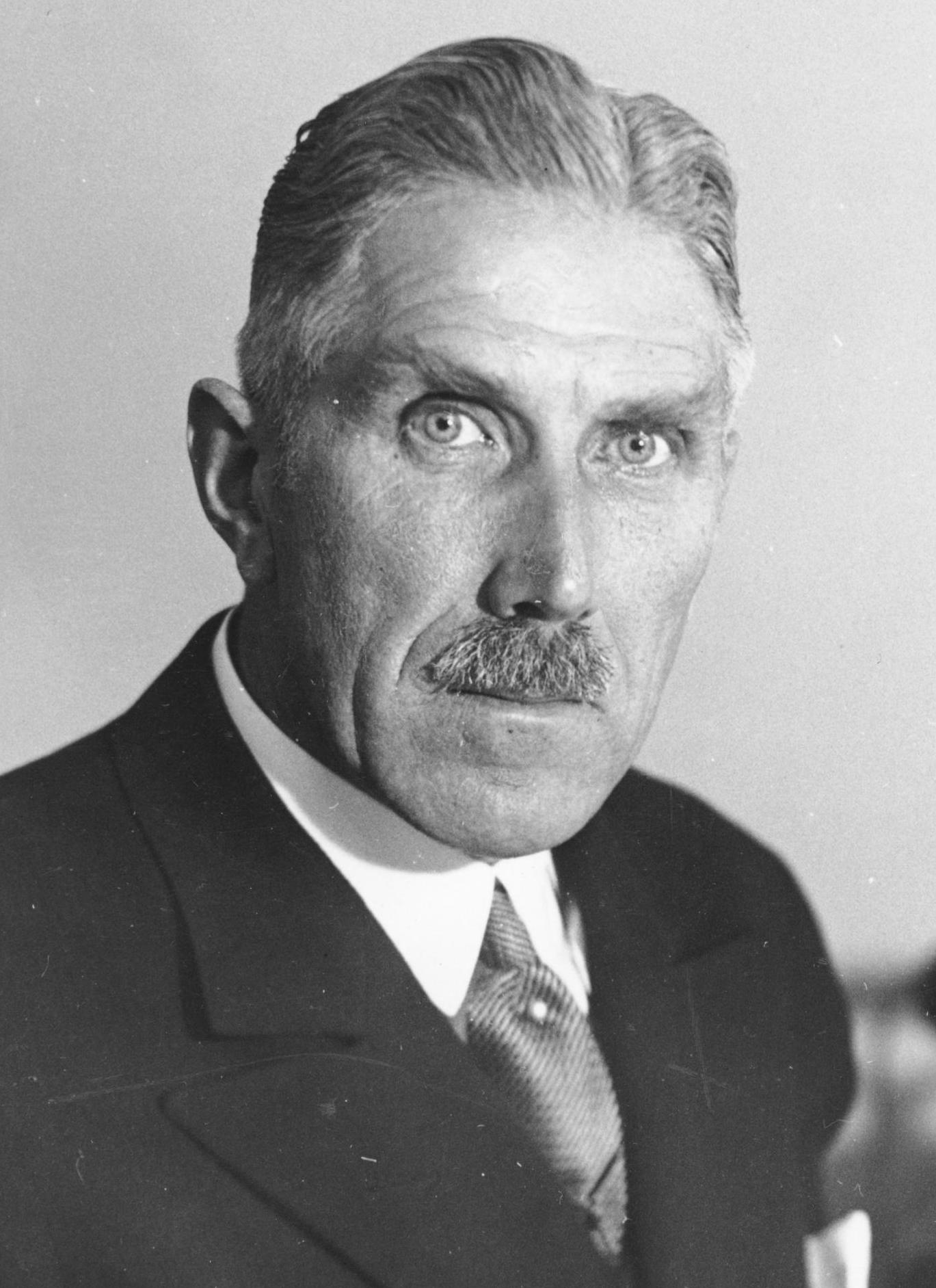
Franz von Papen (1933)

Franz von Papen wurde Ehrenbürger zahlreicher deutscher Kommunen.

## Vorgeschichte
Nach einer vernichtenden parlamentarischen Niederlage galt die Reichsregierung unter der Führung Papens als Reichskanzler bereits am 12. September 1932 als gescheitert. Bei der Reichstagswahl am 6. November 1932 erlangte die NSDAP noch keine qualifizierte Mehrheit, sondern lediglich einen Stimmenanteil von 33,1 %. Zur Regierungsbildung war sie auf die Mithilfe anderer, meist bürgerlich-konservativ und national gesinnter Kräfte angewiesen. Mit der so genannten „nationalen Erhebung“, der „Machtübergabe an die Nationalsozialisten“ am 30. Januar 1933, gingen zahlreiche Kommunen des Deutschen Reichs dazu über, führende Politiker der NSDAP, aber auch aus dem politischen Umfeld, das die Installation des Regimes duldete und damit erst ermöglicht hatte, mit oder ohne direkten Ortsbezug zu ihren Ehrenbürgern zu ernennen. Der gescheiterte Reichskanzler Papen gehörte dem Kabinett Hitler von Januar 1933 bis Juli 1934 als Vizekanzler an.
Die Person Franz von Papen, der als Politiker der katholischen Zentrumspartei eher gemäßigten, bürgerlich-konservativen Kreisen als den radikalen Nationalsozialisten nahestand, erfuhr in seiner Rolle eine vorrangig negative Rezeption in der Geschichtsschreibung der Nachkriegszeit. Das bekannteste ihm immer wieder zugeschriebene Stigma lautet „Hitlers Steigbügelhalter“ und zieht sich geradezu gebetsmühlenartig durch fast sämtliche Darstellungen. Zwar wurde er im Nürnberger Prozess gegen die Hauptkriegsverbrecher vom Internationalen Militärgerichtshof in den Punkten „Gemeinsamer Plan oder Verschwörung“ und „Verbrechen gegen den Frieden“ angeklagt, aber freigesprochen. In einem Spruchkammerverfahren unter der Besatzungsmacht am 24. Februar 1947 wurde er danach im Zuge seiner eigenen Entnazifizierung als „Hauptschuldiger“ eingestuft und rechtskräftig verurteilt.
Eine Ehrenbürgerschaft wird üblicherweise auf Lebenszeit verliehen und erlischt mit dem Tod. Für Kriegsverbrecher hat eine Direktive des Alliierten Kontrollrats in Deutschland auch den Verlust des Ehrenbürgerrechts festgelegt. Ob Ehrenbürgerschaften vor diesem Hintergrund überhaupt formell aberkannt werden sollten oder können, wird ständig kontrovers diskutiert. Manche Kommunen gehen der Diskussion im beschriebenen Sinne kategorisch aus dem Weg, zumal die Mehrheit der fragwürdigen Personen bei Kriegsende bereits verstorben waren oder bald daraufhin verstarben. Die meisten Kommunen führen aber auch – nicht ohne Stolz – historische Ehrenbürgerlisten, die viele Jahrhunderte zurückreichen. Auch haben einzelne Kommunen schon in neuerer Zeit Ehrenbürgerschaften an verdiente Personen nach ihrem Tod verliehen. Vereinzelt wird von Historikern auch die Argumentation vorgetragen, dass gerade im Sinne der Authentizitätswahrung eine nachträgliche Aberkennung keinesfalls erfolgen solle, da man sich ansonsten dem Vorwurf der Geschichtsfälschung preisgeben würde. Dass Akten im Krieg verbrannt seien und alleine die unklare Aktenlage eine Entscheidung verhindere, kann ebenfalls ein Nichttätigwerden begründen.
Der Konflikt um die Frage, ob und wie bestimmten Personen aus der Zeit des Nationalsozialismus eine bereits verliehene Ehrenbürgerschaft abzusprechen sei, zieht sich bis in die jüngste Zeit.

## Ehrenbürgerschaften (Auswahl)
Auch die Ehrenbürgerschaften Franz von Papens wurden in den beschriebenen Argumentationen diskutiert. Zwar konnte er mangels rechtskräftiger Verurteilung nicht als „Kriegsverbrecher“ gelten, doch stand er in der Einschätzung seiner Zeit als „Hauptschuldiger“ an den Verbrechen der Nationalsozialisten  – wenn schon nicht als Täter so doch als Wegbereiter – dieser Betrachtung kaum nach. Damit galten seine Ehrenrechte manchen Kommunen bereits als verwirkt, entsprechende Anträge auf Aberkennung wurden gar nicht erst verhandelt. Teilweise wurden die Ehrenbürgerschaften Franz von Papens auch explizit, noch zu seinen Lebzeiten, wieder aberkannt. Viele bestanden wenigstens noch bis zu seinem Tod am 2. Mai 1969 fort. Einzelne Kommunen ehren das Andenken an ihn bis zum heutigen Tage, auch indem sie sogar Straßen und Orte nach ihm benennen. Andere wieder fassten Beschlüsse, die ihm das Ehrenbürgerrecht postum entzogen. 

### Werl 1933–1945
Seine Geburtsstadt Werl verlieh Papen 1933 die Ehrenbürgerwürde. Die ehemalige Marktstraße trug ab Mai 1933 nach ihm den Namen Von-Papen-Ufer – dort lag auch sein Geburtshaus. Im weiteren Kreis Soest wurde in Geseke die vormalige Kuhstraße (die heutige Cranestraße) in Von-Papen-Straße umbenannt. Bereits im Jahr 1945 wurde ihm kurz nach Kriegsende die Ehrenbürgerwürde ausdrücklich entzogen und beide Straßen bis zum 7. Juni wieder umbenannt. In einer späteren Äußerung im Jahre 1964 drückte Franz von Papen sein Bedauern über diese Entscheidung aus.

### Olpe 1933–1946
Am 18. August 1933 ernannte die Ratsherrenversammlung der Stadt Olpe Hermann Göring und Franz von Papen einstimmig zu Ehrenbürgern. Beiden wurde die Ehrung am 1. Februar 1946 vom Stadtausschuss wieder entzogen. Zu diesem Zeitpunkt standen beide noch unter Anklage vor dem Internationalen Militärgerichtshof in Nürnberg, die Urteile ergingen acht Monate später.

### Iburg 1933–1948
Papen wurde am 25. Mai 1933 Ehrenbürger von Bad Iburg. Gleichwohl beschloss der Gemeinderat am 4. März 1948 unter dem Punkt „Verschiedenes“ einstimmig die Aberkennung seiner Ehrenbürgerrechte.

### Dülmen 1933–2010
Die Dülmener Stadtverordnetenversammlung ernannte Papen am 26. Mai 1933 zum Ehrenbürger von Dülmen. Die ehemalige Borkener Straße hieß  nun Von-Papen-Straße. Ihre Rückbenennung erfolgte schon am 22. Februar 1946. Jedoch erst am 15. Dezember 2010 strich ihn die Stadt Dülmen, zusammen mit Hitler und Hindenburg, von der Liste ihrer Ehrenbürger. Die SPD-Fraktion im Stadtrat hatte am 26. September 2010 einen entsprechenden Antrag formuliert. Ein gleichlautender Antrag der Grünen wurde bereits in den 1980er-Jahren zurückgewiesen.

### Merfeld 1933–2010
Papen wurde 1933 Ehrenbürger von Merfeld (heute Ortsteil von Dülmen). Er hatte sich dort 1919 im Haus Merfeld niedergelassen und war sogar ehrenamtlicher Bürgermeister am Orte. Seine Aufwandsentschädigungen für dieses Amt wurden vom damaligen Regierungspräsidenten Rudolf Amelunxen jedoch als zu hoch moniert und drastisch gekürzt. Daraufhin verließ Papen Merfeld im Jahre 1930 und bezog seinen Landsitz im saarländischen Wallerfangen. In den 1950er-Jahren bekannte sich das damals kommunal selbstverwaltete Merfeld noch zu seinem Ehrenbürger, weil Papen lange dort gewohnt und viel für das Dorf getan habe.

### Frankenholz
Seit dem 20. November 1933 war Papen Ehrenbürger der saarländischen Gemeinde Frankenholz, heute Stadtteil von Bexbach. Das Saargebiet stand damals als Mandatsgebiet unter Völkerbundsverwaltung und sollte erst am 13. Januar 1935 in einer Volksabstimmung selbst über seine weitere staatliche Zugehörigkeit entscheiden. Die vielerorts am Vorabend der Saarabstimmung betriebene Ehrenbezeugung an bekannte Nazi-Größen und deren politisches Umfeld kann zweifellos als klare Positionierung für die erwünschte Angliederung an das Deutsche Reich verstanden werden.

### Wallerfangen

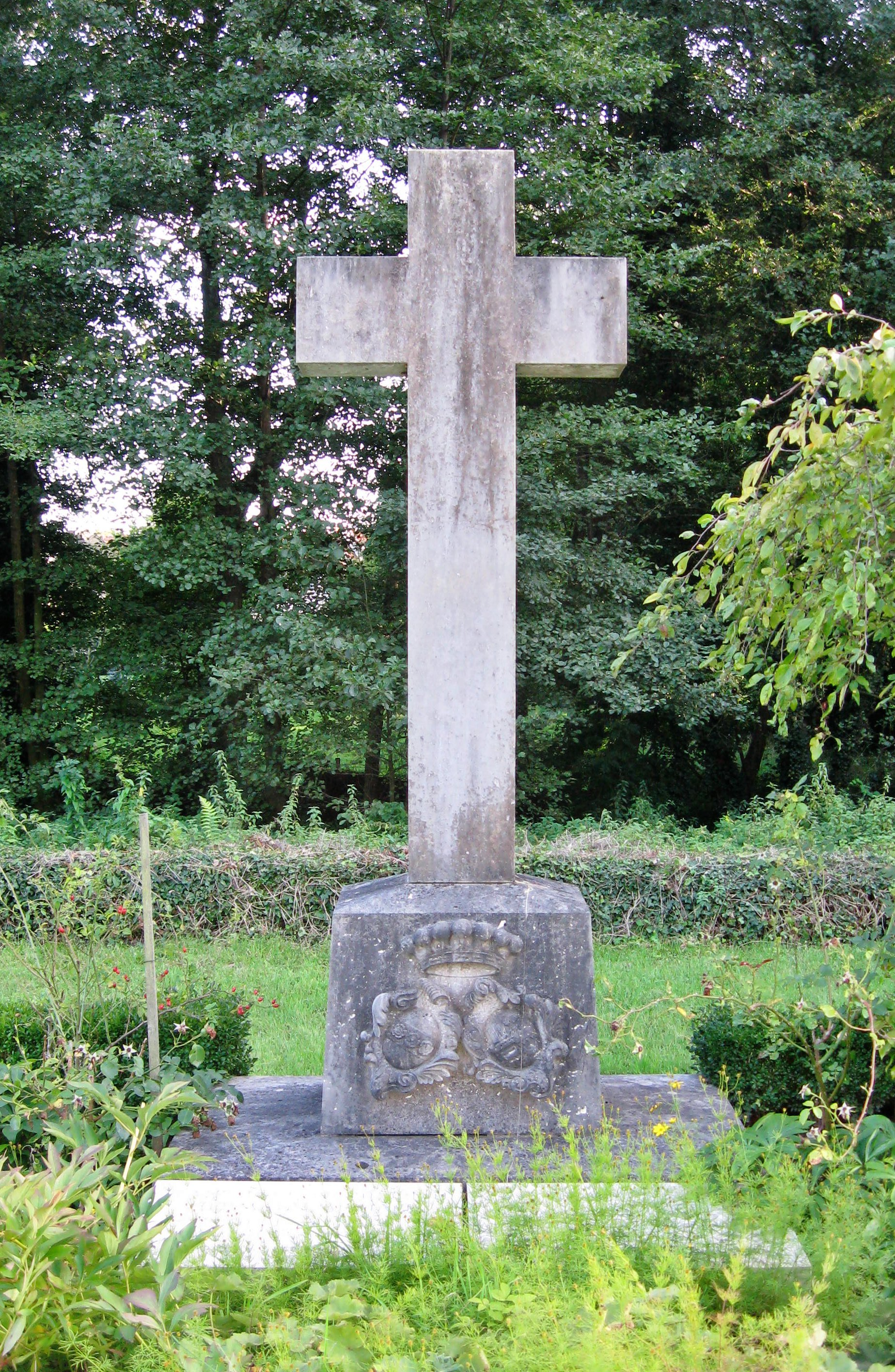
Grab Familie von Papen

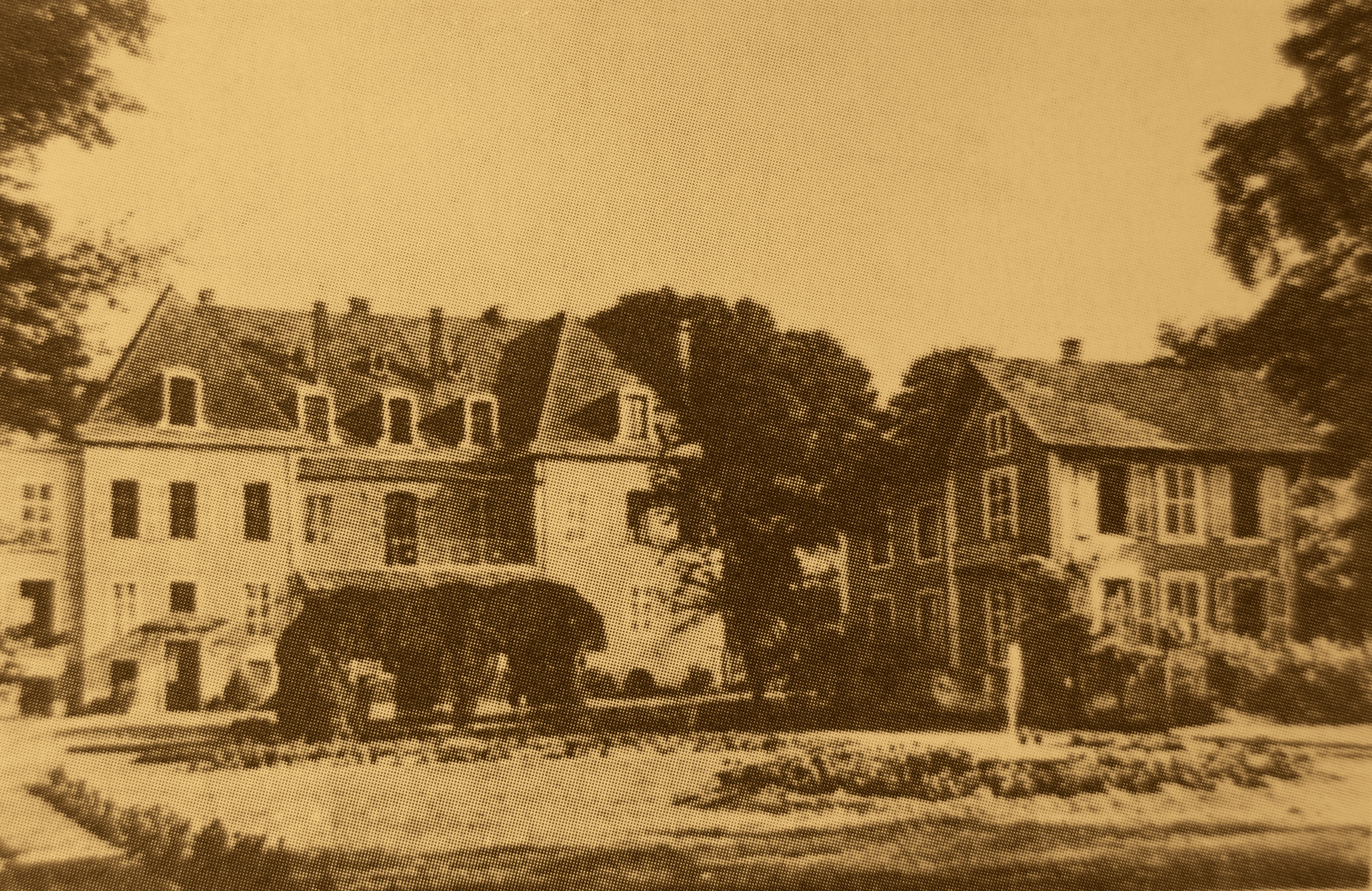
Schloss Galhau vor seiner Zerstörung 1944

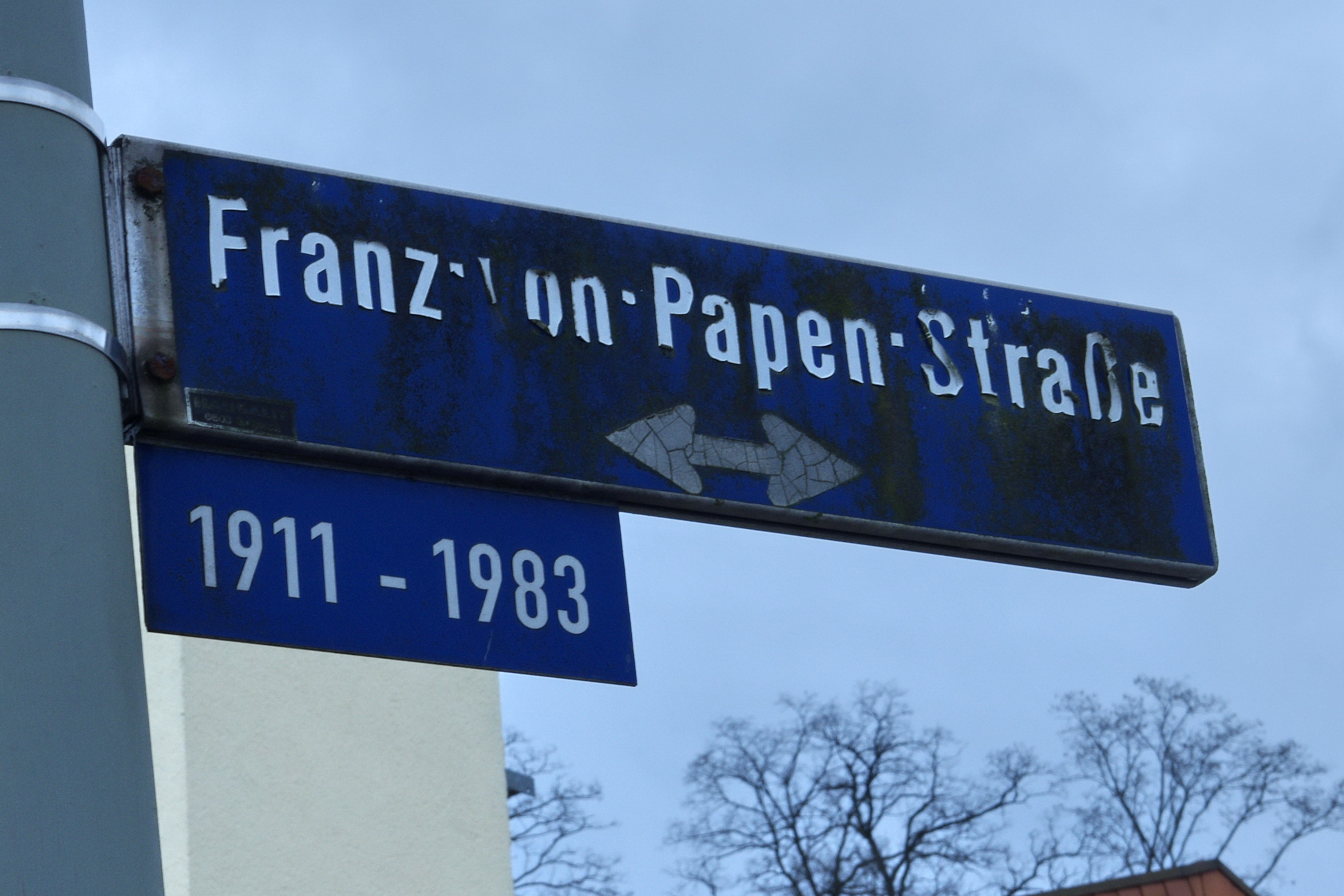
Straßenwidmung in Wallerfangen

Durch Heirat mit Martha von Boch-Galhau (1880–1961), einer der Erbinnen der Keramikdynastie Villeroy & Boch im Jahre 1905, war Papen in Wallerfangen begütert und von 1930 bis Kriegsende 1945 dort ansässig. Seine Frau brachte neben beträchtlichen Finanzmitteln auch ein Hofgut in die Ehe ein. Es war bekannt als Galhau'sches Schloss, in den 1860er-Jahren erbaut von Nicolas Adolphe de Galhau (1814–1889), der es in Ermangelung eigener Nachkommen seinem Schwippschwager, Marthas Vater, vererbt hatte. Heute sind die Reste der Anlage als Gut Papen ortsbekannt und im Besitz der Familie.
Auch die Gemeinde Wallerfangen ernannte Franz von Papen 1933 zum Ehrenbürger.
In der Nachkriegszeit war Papen die Einreise in das teilautonome Saarland untersagt. Jedoch war er als ortsansässig begüterter „Exilsaarländer“ zum zweiten Plebiszit über das Saarstatut am 23. Oktober 1955 berechtigt, am Orte seines letzten Wohnsitzes in Wallerfangen sein Stimmrecht auszuüben. Dem Ehrenbürger der Gemeinde wurde an diesem Tage vom örtlichen Vereinswesen ein Empfang bereitet. In einer Dankesansprache betonte Papen, dass er gerade mit „Nein“ gestimmt habe. Damit stellte sich Papen (mit der Mehrheit der Abstimmenden) gegen das Saarstatut, was allgemein als Votum für den anschließenden Beitritt des Saarlandes zur Bundesrepublik Deutschland gewertet wurde. In Wallerfangen hatten 1012 Wahlberechtigte mit „Ja“ gestimmt, während 1917 Wahlberechtigte  mit „Nein“ votiert hatten. Der saarländische Landesdurchschnitt der Nein-Sager lag bei 67,7 %.
Nach dem Abschluss des Luxemburger Vertrages kehrte seine Familie 1957 auf das Hofgut zurück. Seine letzte Ruhe fand er im Familiengrab auf dem Wallerfanger Friedhof. Nach seinem Sohn (Friedrich) Franz von Papen wurde in Wallerfangen eine Straße benannt.

## Rezeption
Kaum eine der nachrangig über ihn verfassten Biographien thematisiert seine Ehrenbürgerschaften, mit Ausnahme der in seiner Geburtsstadt Werl.